# Kamp (Land)

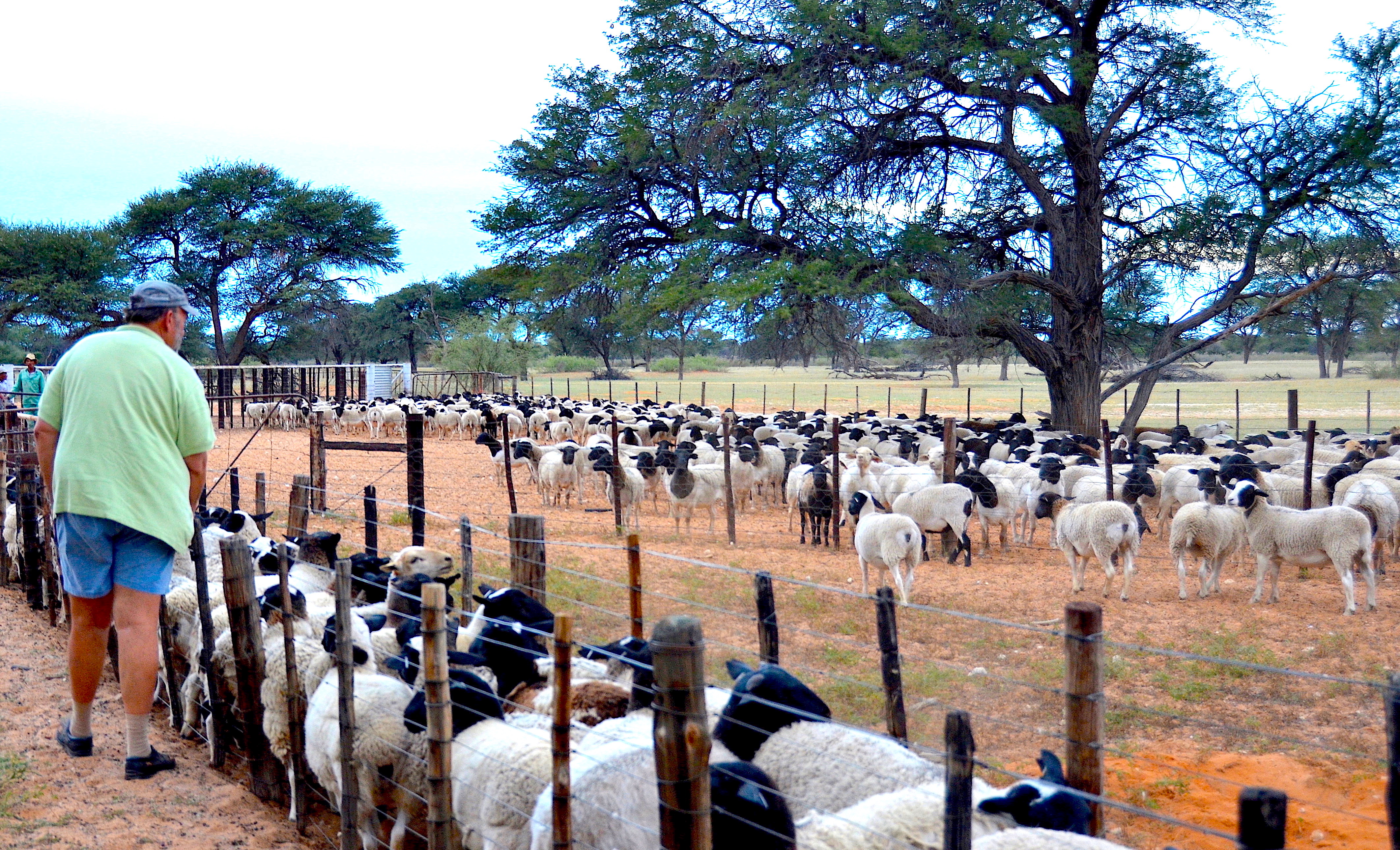
Kampaufteilung auf Farm Gunsteling (Namibia)

Der Ausdruck Kamp, regional auch Kämpe, bezeichnet ein abgemessenes Stück Land, vornehmlich in Nordwestdeutschland und Namibia.

## Begriffsgeschichte
Kamp stammt wahrscheinlich vom lateinischen campus für „Fläche“, „Feld“, „Flur“ oder „Ebene“.
Der Begriff Kamp ist seit dem Jahr 1100 nachweisbar und war im Mittelalter ein „Modewort“ für jeden neugewonnenen Acker. Ein Kamp war oft durch Hecken oder Erdwälle eingefriedet und wurde im mehrjährigen Wechsel als Weide oder Acker genutzt. Der Begriff findet sich dadurch in Flurnamen (z. B. Aukamp, Buschkamp, Denekamp, Eichkamp, Linnenkamp, Marschkamp, Neuer Kamp, Poelchaukamp) wieder. Oft hatte der Kamp nur einen Besitzer; in diesem Fall war es üblich, ihn nach seinem Besitzer zu benennen. Der Kamp war zehntfrei, frei von der Stoppelweide und unterlag nicht dem Flurzwang.
Spätestens seit dem 18. Jahrhundert steht Kamp für die zum Forstbetrieb gehörenden Stätten der Pflanzenanzucht. Der Ort der vom Forstbetrieb getrennten Pflanzenanzucht wird dagegen als Forstbaumschule bezeichnet. Als „fliegende Kämpe“ bezeichnet der Forstbetrieb Stätten, die nur gelegentlich für die Dauer einer Produktion von Forstpflanzen zum Zweck der Walderneuerung angelegt und bewirtschaftet werden. Die Fläche des Kampes rechnet zur Wirtschaftsfläche des Forstbetriebs.